# Ghiacciaio Todd
Il ghiacciaio Todd (in inglese Todd Glacier) è un ghiacciaio lungo 13 km situato sulla costa di Fallières, nella parte sud-occidentale della Terra di Graham, in Antartide. Il ghiacciaio, il cui punto più alto si trova a circa 820 m s.l.m., fluisce verso sud-ovest scorrendo lungo il versante settentrionale della cresta Boulding fino ad entrare nella baia di Calmette.

## Storia
Il ghiacciaio Todd fu fotografato per la prima volta nel 1947 durante la spedizione antartica condotta del 1947-48 al comando di Finn Rønne. Dopo essere stato esplorato dal British Antarctic Survey, che all'epoca si chiamava ancora Falkland Islands and Dependencies Survey (FIDS), tra il 1961 e il 1962, fu battezzato dal Comitato britannico per i toponimi antartici in onore di Gertrude E. Todd, ufficiale scientifico del FIDS dal 1950 al 1963.